# قلعه روستای گورگنجو
قلعه روستای گورگنجو مربوط به سده‌های متأخر دوران‌های تاریخی پس از اسلام است و در شهرستان دنا، بخش مرکزی، دهستان توت نده، روستای گورگنجو واقع شده و این اثر در تاریخ ۳ خرداد ۱۳۸۶ با شمارهٔ ثبت ۱۹۱۳۱ به‌عنوان یکی از آثار ملی ایران به ثبت رسیده است.